# Penélope Guerrero
Penélope Guerrero (Jerez de la Frontera, 28 d'abril de 1997) és una actriu espanyola. Ha aparegut a Sky Rojo de Netflix, a Mercado Central de TVE, a Los Hombres de Paco d'Antena 3 i a la sèrie Nacho, d'Atresplayer i Lionsgate+. Durant els primers anys de la seva vida adulta, va fer servir les xarxes socials per a visibilitzar i normalitzar les persones trans a Espanya.

## Biografia
Amb 18 anys es va mudar a Madrid per estudiar el Doble Grau en Periodisme i Comunicació Audiovisual a la Universitat Carles III. Paral·lelament, va començar la seva transició. Va decidir cambiar de professió i estudiar maquillatge a Barcelona.
L'abril de 2021 va fer una TED Talk a Granada titulada ¿Qué es ser mujer?.
El 2023 es va anunciar la seva participació a les sèries de televisió Nacho, interpretant la Lady, i Vestidas de azul.

## Filmografia
- Los hombres de Paco
- Mercado Central
- Sky Rojo
- Nacho
- Vestidas de azul